# Animal House
National Lampoon's Animal House és una pel·lícula estatunidenca dirigida per John Landis, estrenada el 1978. Té com a argument una retrospectiva de l'any 1962 a la universitat Faber (fictícia) sobre records reals de Chistopher Miller a propòsit de la fraternitat Alfa Delta Phi de la Universitat de Dartmouth.
Posa en escena la rivalitat entre dues fraternitats: la fraternitat Delta que representa la joventut llibertària i que s'arrisca al desordre i després al caos; i la fraternitat Omega que es defineix com a guardiana de l'ordre però que revela aspectes feixistes, interessats i satànics.

## Argument
El Faber College és una Universitat privada dels EUA, fundada a finals del segle xix per Emil Faber. Tanmateix, té algunes característiques que la fan diferent de la resta, pel seu caràcter especialment classista. Hi ha en la seva organització dues parts: la Casa Omega, integrada per estudiants seriosos i estirats; els de la Casa Delta Tau Chi són tot el contrari.

## Repartiment
- John Belushi: John 'Bluto' Blutarsky, 7 anys de lògia Delta i d'alcoholisme, esdevindrà senador
- Tim Matheson: Eric 'Cloter' Stratton (Otter), segon de la fraternitat Delta, playboy i seductor de la senyora Wormer
- Tom Hulce: Larry 'Pinto' Kroger, manté una sorprenent relació amb la filla de l'alcalde
- Peter Riegert: Donald 'Boudu' Schoenstein (Boon), amic de Cloter
- Stephen Furst: Kent 'Pataud' Dorfman (Flounder), hereu de la lògia Delta
- James Widdoes: Robert Hoover, president lleial, bo i afable de la fraternitat Delta
- Karen Allen: Katy, amiga de Boudu amb qui encarna la futura parella divorciada característica
- Bruce McGill: Daniel Simpson 'D-Day' Day, motorista de Delta.
- Douglas Kenney: Cigonya, el membre més introvertit de Delta, "[al començament] tothom pensava que [ell] tenia el cervell esquerdat"
- Donald Sutherland: Professor Dave Jennings, inicia alguns alumnes a la marihuana
- John Vernon: Dean Vernon Wormer, Degà de la universitat de Faber que busca a sortir de la fraternitat Delta
- Verna Bloom: Marion Wormer, madame Wormer
- James Daughton: Greg Marmalard, president de la fraternitat Omega on perpetua i consagra un estrany acte d'obediència (societat d'iniciació simbòlica)
- Mark Metcalf: Doug Neidermeyer, oficial tirànic, descendent de llinatge militar membre d'Omega
- Kevin Bacon: Chip Diller, jove membre imbuït i fidel de la fraternitat Omega
- Mary Louise Weller: Mandy Pepperidge, promesa de Greg, es casarà finalment amb el futur senador Blutarsky que l'ha educat.
- Martha Smith: Barbara Sue 'Babs' Jansen, amiga de Mandy que xerrarà a Greg una relació amb Cloter
- Cesare Danova: Carmine DePasto, alcalde resolutament mafiós de Faber, fins a l'extorsió de la seva pròpia facultat
- Sarah Holcomb: Clorette DePasto, 13 anys només
- DeWayne Jessie: Otis Day, el llegendari cantant de l'Otis Day and the Knights, grup inventat per la pel·lícula, posant en valor les turpituds de la segregació americana i interpretant l'èxit Shout (Isley Brothers, 1959) així com 'Shama Lama Ding Dong' (Mark Davis, veu en playback de Lloyd Williams, escrit per de la pel·lícula).

## Rebuda
Durant el primer cap de setmana d'estrena, Animal House recaptarà 276.538 dòlar a només 12 sales de cinema. La pel·lícula va donar d’un milió de dòlars setmanals, cosa que va fer d'Animal House la tercera pel·lícula més rendible dels Estats Units el 1978.

### Rebuda de la crítica
En la seva estrena, Animal House va rebre una ovació de part de la crítica i és àmpliament considerada com un dels deu millors films estrenats el 1978. El crític Roger Ebert va donar quatre estrelles sobre quatre a la pel·lícula, dient:« Aquesta pel·lícula és anàrquica, desordenada i plena d'energia. Aquesta pel·lícula ve a buscar-nos. Una part de l'impacte de la pel·lícula ens ve de la seva energia inesgotable, cosa que és un dels millors aspectes de la pel·lícula. És aquesta energia que dirigeix l'humor i que fa de manera que els actors vagin sempre més lluny en l'absurd, el que la fa una pel·lícula perfecta.

## Al voltant de la pel·lícula
- Va ser la primera pel·lícula de l'actor Kevin Bacon i de l'actor Peter Riegert i el primer guió escrit per Harold Ramis i Douglas Kenney.
- El rodatge d'Animal House  va tenir lloc del 24 d’octubre al 30 de novembre de 1977 a Oregon i en els Estudis Universal, a Califòrnia.

## Herència
Animal House és considerada com la pel·lícula que popularitzarà el gènere gross-out (malgrat el fet que hagi estat precedida per diverses pel·lícules que formen ara part d'aquest gènere com American Graffiti en una mesura menor, el gross-out és generalment vulgar, dona suport a les bromes i escapades d'estudiants i és destinat a un públic adolescent) que inspirarà innombrables altres comèdies com Porky's, Police Academy, i en la imitació del gènere gross-out estudiant i hi ha inevitablement la música Louie Louie, així com el principi de pertinença a fraternitats o ordes paramaçòniques: Van Wilder: La festa salvatge (National Lampoon's Van Wilder), How High, Accepted, Old School...
Produïda amb un petit pressupost de 2.700.000 dòlars, "Animal House" resulta ser una de les pel·lícules més lucratives de la història del cinema. Des de la seva estrena, la pel·lícula ha recollit una suma de 141 milions de dòlars gràcies només a les vendes de vídeos VHS i DVD. El 2001, la Biblioteca del Congrés dels Estats Units considera que la pel·lícula forma part de la cultura dels Estats Units i l'escull per formar part del National Film Registry. "Animal House" és la primera a la cadena Bravo entre les "100 pel·lícules més gracioses". La pel·lícula és trenta-sisena als premis AFI per AFI's 100 Years... 100 Laughs la llista de les 100 pel·lícules més gracioses.
És citada sovint per Homer en els Simpson. Sembla que la pel·lícula en efecte hagi marcat Homer fins al punt que li consagra un culte.